# جنسن باتن
جنسن الکساندر لیونز باتن (به انگلیسی: Jenson Button) (متولد ۱۹ ژانویه ۱۹۸۰)، راننده سابق بریتانیایی فرمول یک لارن او قهرمان سال ۲۰۰۹ مسابقات جهانی رانندگان GP بود.
باتن کارتینگ را در سن هشت سالگی آغاز کرد و به موفقیت‌های اولیه‌ای دست یافت. او برای اولین بار در فرمول یک با تیم ویلیامز برای فصل ۲۰۰۰ به قهرمانی رسید.

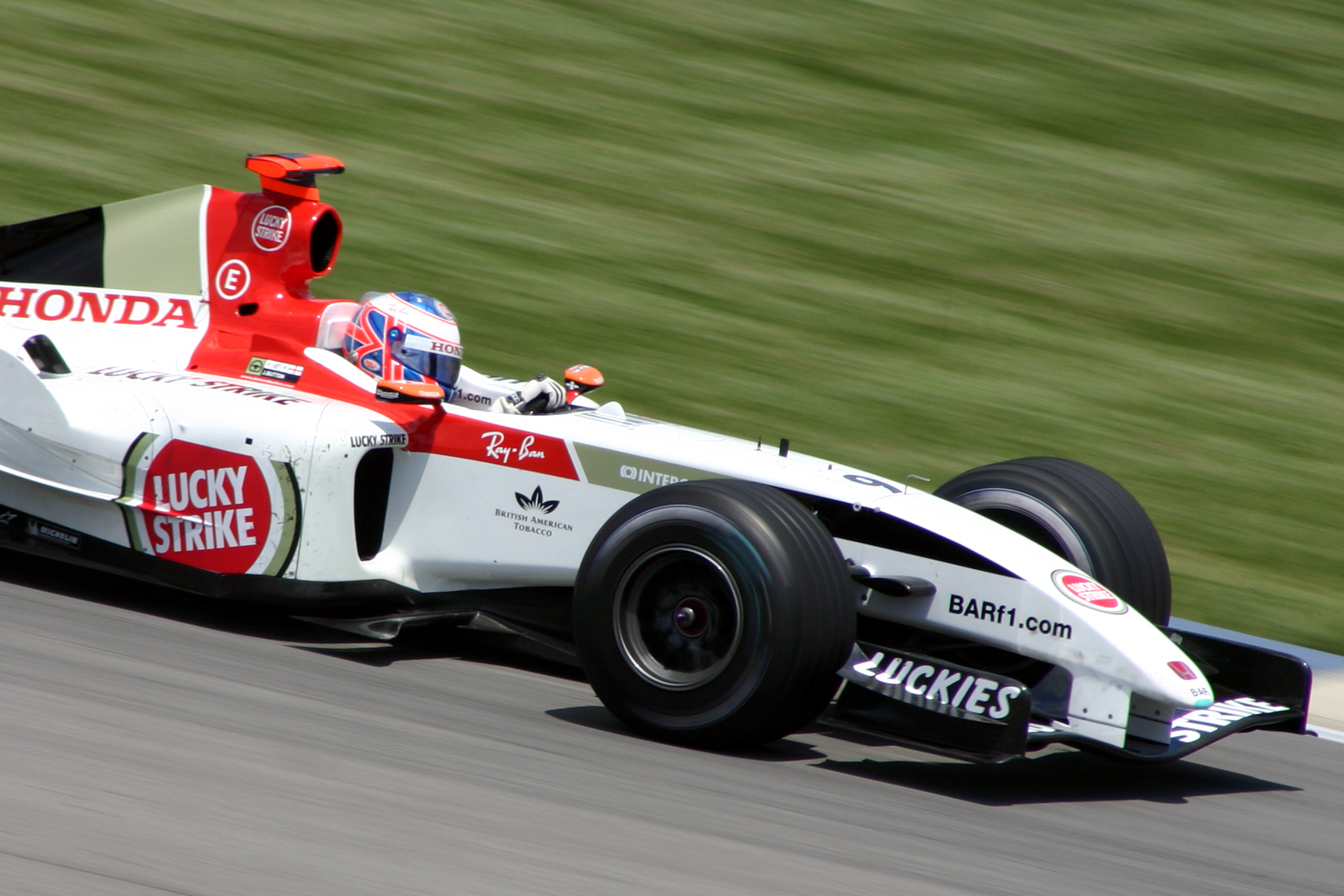
باتن در مسابقات ایالات متحده ۲۰۰۴

جنسون باتن، راننده تیم براون جی پی، با کسب مقام پنجم در مسابقه پیست اینترلاگوس در شهر سائو پائولو در برزیل با کسب پنج امتیاز توانست یک مسابقه پیش از پایان فصل مسابقات عنوان قهرمانی رانندگان سال ۲۰۰۹ فرمول یک را به دست آورد.
جنسون باتن که در مرحله زمان گیری رتبه چهاردهم را به دست آورد و مجبور بود مسابقه را از این مکان شروع کند، شانس زیادی برای کسب امتیاز در این مسابقه نداشت اما او توانست با چند سبقت متحوارنه خود را به جمع رانندگان پیشتاز برساند.
در اکتبر ۲۰۰۹ جنسون باتن در رقابتی سخت برای کسب قهرمانی قرار گرفته بود. روبنز باریکلو، راننده هم تیم او و سباستین فتل از تیم ردبول دو راننده‌ای بودند که برای کسب مقام قهرمانی با او رقابت می‌کردند.
روبنز باریکلو برزیلی که در پیست اینترلاگوس برای او پیست خانگی محسوب می‌شد اگر چه مسابقه را از خط اول شروع کرد اما به علت پنچر شدن لاستیکش نتوانست مقامی بهتر از هشتم کسب کند. سباستین وتل هم به مقام چهارم دست پیدا کرد.
این اولین باری است که جنسون باتن ۲۹ ساله به مقام قهرمانی مسابقات فرمول یک دست پیدا می‌کند. او پس از این پیروزی گفت: " من بیست و یک سال پیش کارم را با مسابقه در کارتینگ شروع کردم و همیشه عاشق بردن بودم. هیچ وقت انتظار نداشتم که روزی قهرمان فرمول یک شوم اما به این مقام دست پیدا کردم."
در مسابقه سائوپائولو مارک وبر راننده تیم رد بول مقام اول را کسب کرد. این دومین باری است که این راننده استرالیا یی توانسته‌است در یک مسابقه فرمول یک به پیروزی دست یابد. در واکنش به قهرمان ی جنسون باتن، که شش مسابقه از هفت مسابقه اول فصل را پیروز شده بود، وبر گفت که باتن لیاقت این قهرمانی را داشت.
جنسون باتن در طول دوران رانندگی خود در فرمول با انتقادات زیادی روبرو بود. ابتدا او به این متهم می‌شد که کارش را جدی نمی‌گیرد. بعد از اینکه او اولین بردش را در یک مسابقه در گراندپری مجارستان در سال ۲۰۰۶ به دست آورد، این انتقاد به او بود که زمان زیادی (۱۱۳ مسابقه) طول کشیده تا او بتواند یک مسابقه را ببرد.
بردن شش مسابقه از هفت مسابقه اول فصل سال ۲۰۰۹ او را به عنوان مدعی جدی قهرمانی مطرح کرد اما ناکامی در کسب پیروزی در چند مسابقه بعدی در قهرمانی او تردیدهایی به وجود آورد.
با این ترتیب در پایان مسابقه جنسون باتن توانست با کسب مقام امتیاز خود را به ۸۹ برساند و اختلاف خود را با نزدیک‌ترین رقیب سباستین فتل به ۱۵ امتیاز افزایش دهد تا یک مسابقه پیش از پایان این فصل از رقابت‌های فرمول یک، به مقام قهرمانی دست پیدا کند. از آنجا که فرد پیروز در هر مسابقه فرمول یک ۱۰ امتیاز برای پیروزی کسب می‌کند، باتن حتی بدون حضور در مسابقه باقی‌مانده، مقام قهرمانی خود را از دست نخواهد داد.
تعیین مقام دوم رانندگان به آخرین مسابقه فصل فرمول یک در پیست یاس مارینا در شهر ابوظبی موکول شد. این مسابقه قرار است دهم آبان (اول نوامبر) برگزار شود.